# Vanessa Guzmán
Vanessa Guzmán (Ciudad Juárez, Chihuahua, 19 de abril de 1976) es una actriz y fisicoculturista mexicana. Fue coronada como Nuestra Belleza México en 1995, representando al país en el concurso Miss Universo de 1996. 

## Biografía
Vanessa Guzmán Niebla nació en Ciudad Juárez, Chihuahua, estudió en la Escuela Preparatoria por Cooperación El Chamizal. Después de concursar en Miss Universo, regresó a México donde comenzó a prepararse como actriz.

## Trayectoria

### Telenovelas
- Soltero con hijas (2019-2020) .... Victoria Robles Navarro[1]
- Infames (2012) .... Ana Leguina/ Ana Preciado Villana Principal
- Atrévete a soñar (2009-2010) .... Ana Castro
- Amor mío (2006-2007) .... Abril Juárez Casadiego
- Alborada (2005-2006) .... Perla
- Amar otra vez (2004) .... Verónica Santillán Vidal ⸸ Villana Principal
- Entre el amor y el odio (2002) .... Juliana Valencia Montes
- Aventuras en el tiempo (2001) .... Faby Wolf Villana Principal
- Carita de ángel (2000-2001) .... Gilda Esparza
- Amigos X Siempre (2000) .... Barbie
- Siempre te amaré (2000) .... Sabina Reyes Castellanos
- Cuento de Navidad (1999) .... Claudia
- Tres mujeres (1999-2000) .... Carolina Fontaner Villana
- Camila (1998-1999) .... Fabiola

### Películas
- 16 en la lista (1998) .... Denisse

## Premios y nominaciones

### Premios TVyNovelas
| Año  | Categoría                          | Programa/Telenovela | Resultado |
| ---- | ---------------------------------- | ------------------- | --------- |
| 2007 | Mejor estrella femenina de comedia | Amor mío            | Nominada  |

### TV Adicto Golden Awards
| Año  | Categoría                                                              | Telenovela | Resultado |
| ---- | ---------------------------------------------------------------------- | ---------- | --------- |
| 2012 | Mejor villana                                                          | Infames    | Ganadora  |
| 2012 | Premio especial a cuatro enormes protagonistas de una misma telenovela | Infames    | Ganadora  |